# Fortificaciones barrocas en la Selva Negra

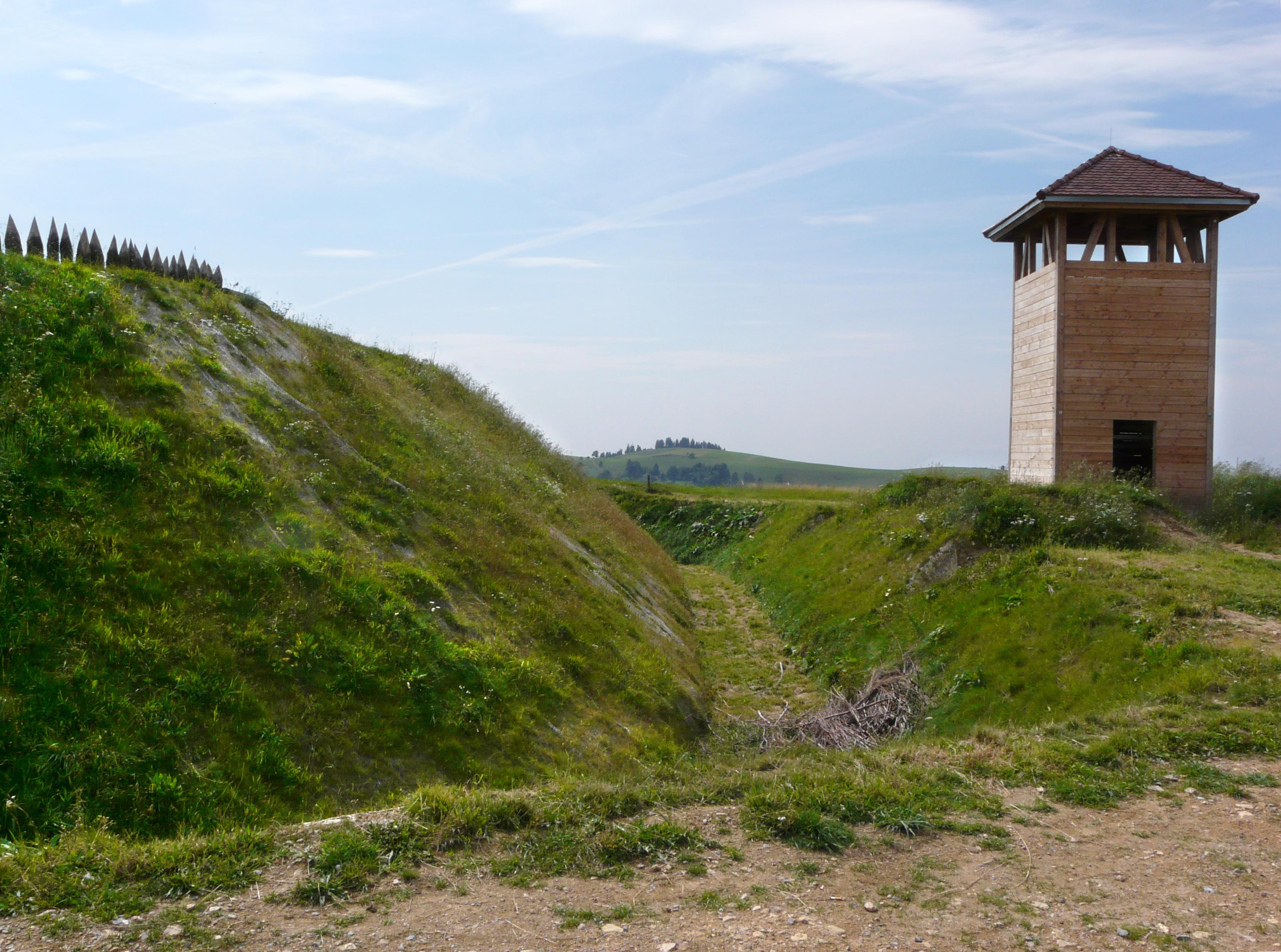
Reconstrución de un schanze barroco cerca de Gersbach (sur de la Selva Negra).

Las fortificaciones barrocas en la Selva Negra (en alemán:Barocke Verteidigungsanlagen im Schwarzwald), también llamados «Schanzen barrocos» (Barockschanzen) o «líneas de la Selva Negra» (Schwarzwaldlinien), son movimientos de tierra históricos y militares, conocidos como schanzen, que fueron construidos en la Selva Negra en lo que hoy es Alemania y realizados en el siglo XVII para defender el Margraviato de Baden de la invasión francesa. Junto con sus líneas defensivas adyacentes, las fortificaciones de la Selva Negra formaban un sistema defensivo de más de 200 kilómetros de largo que corría de norte a sur.

## Construcción
Estas posiciones defensivas se construyeron durante los conflictos entre la casa de los Habsburgo y el reino de Francia en los siglos XVII y XVIII, principalmente durante la Guerra de Sucesión Palatina y la guerra de sucesión española. Después de los acontecimientos de 1689 —incluida la destrucción del palacio de Heidelberg—, el margrave Luis Guillermo de Baden-Baden (1655-1707), conocido también como «Luis Turco» gracias a su distinguido servicio en la Gran Guerra Turca, recibió el mando imperial de la defensa de Alemania contra el avance de los franceses. Entre 1692 y 1701, el margrave hizo construir un extenso sistema de fortificaciones en el Alto Rin en forma de schanzen enlazado. Estos baluartes defensivos fijos construidos en las llamadas «líneas» de defensa podían ser rápidamente mejorados por otros movimientos de tierra. Varios de los schanzen ya habían sido construidos en la época de la guerra de los Treinta Años o habían integrado en su sistema fortificaciones incluso más antiguas, a veces de finales de la Edad Media. Las posiciones fueron construidas por los habitantes de los pueblos y ciudades locales que se vieron obligados a trabajar en ellas; en años posteriores también se utilizaron soldados.

## Ubicación y sitios principales

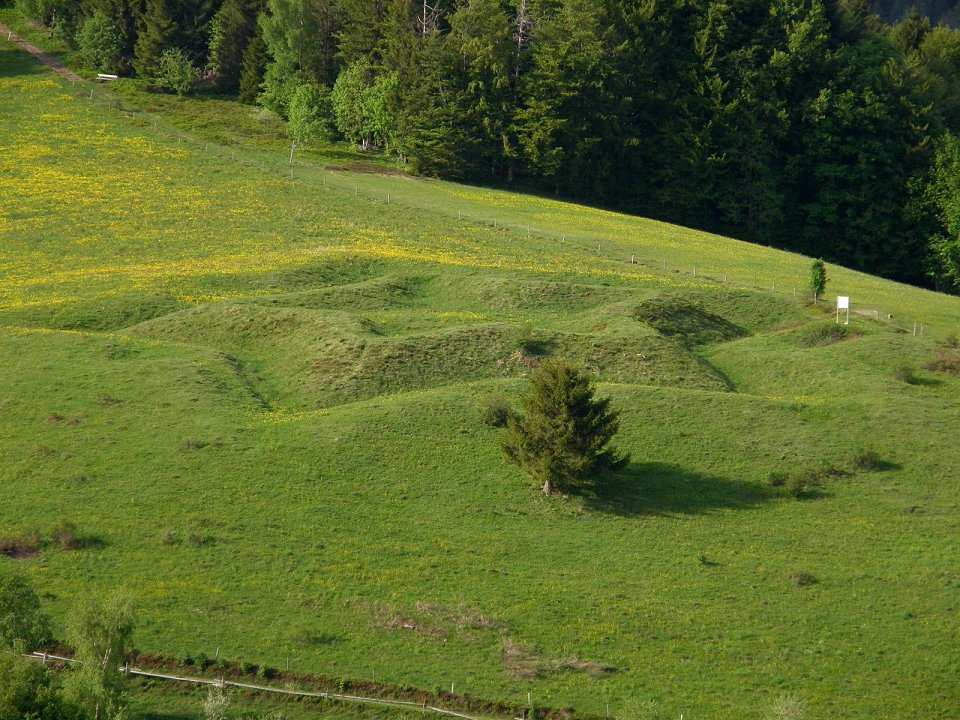
Star schanze en el Böllener Eck cerca de Neuenweg.

El extenso sistema de fortificación se extiende por más de 200 kilómetros a través de la Selva Negra entre el Alto Rin en el sur y Heidelberg en el norte. Entre Bad Säckingen y  Feldberg el sistema está dividido en una antigua «Línea Trasera» (Hintere Linie), que data de los años 1680 y 1690, y una más   reciente «Línea Delantera» (Vordere Linie). Su comienzo está marcado por el Rothausschanze al oeste de Murg, que fue construido durante la guerra de los Treinta Años. Fue investigado arqueológica y geográficamente en 2007 cuando se construyó la nueva autopista A98. Esto demostró que el reducto estaba protegido por una zanja de 8,3 metros de ancho y al menos 3,6 metros de profundidad. El muro defensivo, de unos 2 metros de espesor, era un muro de piedra seca encajado en los flancos interiores de la zanja.
Especialmente bien conservadas están las obras en el llamado Böllener Eck («Esquina de Böllen») cerca de Neuenweg, donde hay un schanze estrellado y un reducto cuadrado que pertenecen a la Línea Delantera. El sistema defensivo es en parte coextensivo con el Landhag, una fortificación medieval tardía. La estrella schanze de cinco puntas tiene un diámetro de unos 30 metros y zanjas que todavía hoy en día tienen una profundidad de 2 a 3 metros. El reducto cuadrado tiene lados de 20 metros de largo. Entre las dos posiciones hay rastros de una línea de schanze, que consiste en una zanja y una orilla y que continúa hacia el sur. El epitafio del comandante de los schanze, Johann Marckloffksy von Zabrak, que murió en 1691, está en el lado este de la iglesia de Neuenweg.
El valle de Wagensteig cerca de Kirchzarten donde, a finales del siglo XVII, se construyó un sistema de reductos, bancos y zanjas. Comienza sobre el valle de Höllental y termina en el norte, cerca del Hohle Graben. En 1690 se registran combates cerca de Breitnau, pero a principios del siglo XVIII la mayoría de las posiciones habían perdido su importancia militar. El sitio norteño en el Hohle Graben es el mayor schanze de todo el sistema defensivo y fue construido antes de 1638. En 1679, más de 4.000 hombres fueron acuartelados y en los años siguientes hubo numerosas batallas aisladas. 1734 es el año en que se documentan los últimos trabajos de construcción de los schanze; su importancia militar llegó a su fin tras la última batalla de 1796.

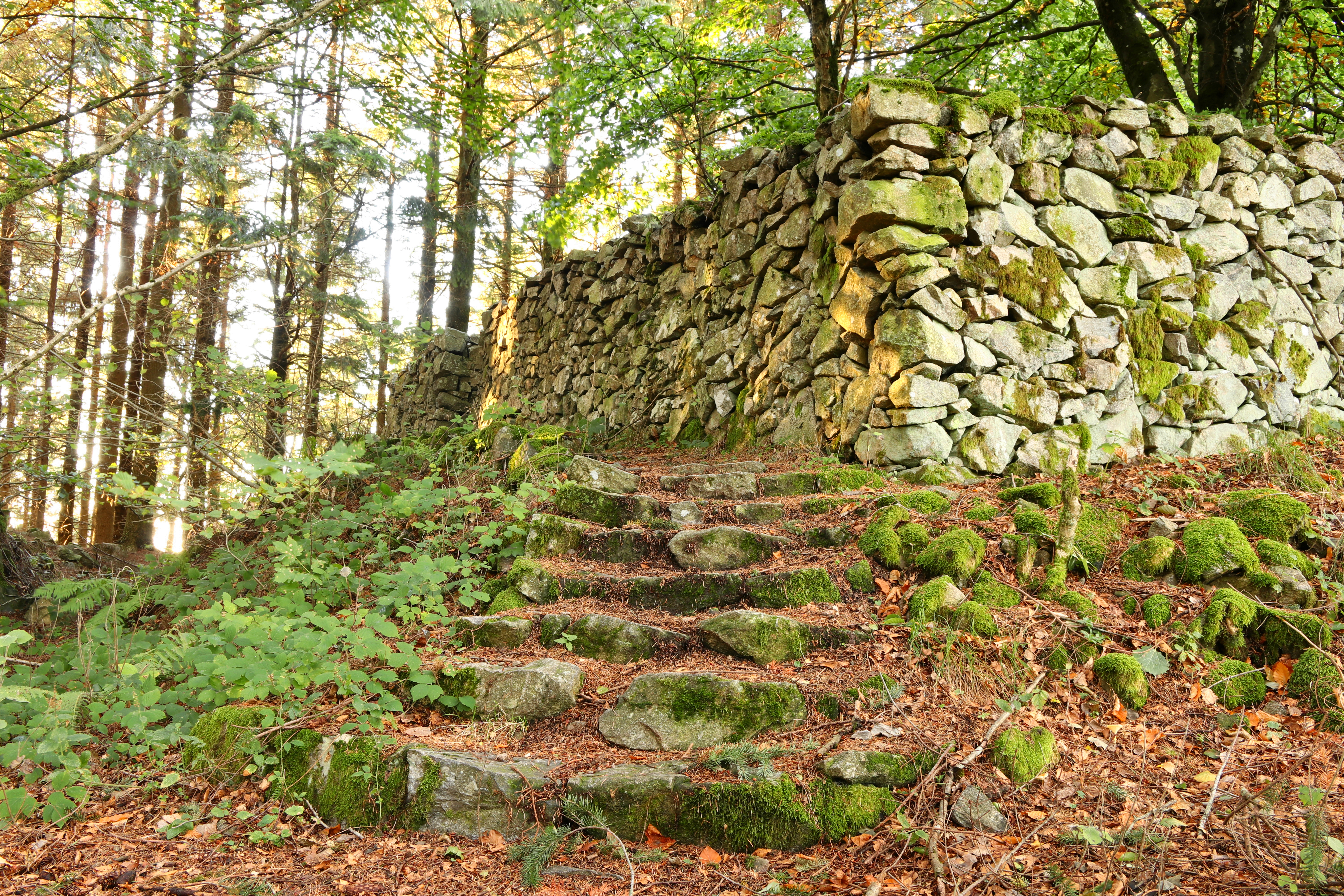
Baroque Schanze barroco en el Höchst cerca de Oberprechtal.

Otra importante ruta a través de la Selva Negra pasa por el valle del río Kinzig, por lo que hay numerosas posiciones de schanze aquí. Varios sitios están situados cerca del Kinzig, otros están protegidos por caminos. En la cuenca entre el río Elz y el río Gutach hay un sistema de fortificaciones que fue construido para vigilar el cruce a  Hornberg. La línea comienza al oeste del Rensberg y continúa sobre el Schnallenkopf y el Ziegelkopf hacia el este hasta Hornberg. Otra línea pasa por el Horniskopf y el Höchst hasta el Scheibeneck y vigila la carretera de Oberprechtal a Gutach im Breisgau, por donde pasa hoy la L107.
En el norte, las líneas de la Selva Negra se unen a las líneas de Eppingen que van de Pforzheim a Neckargemünd y fueron construidas entre 1695 y 1697. Después de la construcción de la fortaleza francesa de Fort Louis en el Rin, al norte de Estrasburgo, hacia finales del siglo XVII, Louis William mandó construir la Línea Bühl-Stollhofen que iba desde el fuerte a través de la llanura renana de Baden hasta la Selva Negra y, tras su destrucción en 1707, fue sustituida por la Línea Ettlingen.

## Desarrollo e inventario
Hasta 2002, únicamente se conocían y documentaban en la literatura entre seis y ocho posiciones de schanzen. Gracias al trabajo de la empresa de AG Minifossi en la Escuela Friedrich Ebert de Schopfheim se descubrieron otros schanzen, de modo que hoy en día se conocen más de 100 sitios. Como parte de sus actividades, el proyecto también apoyó la reconstrucción de los schanze de Gersbach-Mettlen, donde se dividen las líneas delantera y trasera. Esta reconstrucción se inauguró el 21 de mayo de 2008 y es de libre acceso. En los alrededores de Gersbach, el sendero Schanzenweg, de unos 10 kilómetros de longitud, pasa por varias de las obras defensivas. Los históricos schanzen son todavía reconocibles en lugares del terreno; en otros lugares solamente se conocen por los rastros arqueológicos. El inventario de las numerosas obras está en marcha.